# Vista de la entrada al Arsenal
La Vista de la entrada al Arsenal  es un óleo sobre lienzo realizado por el pintor Canaletto hacia 1732. Sus dimensiones son de 47 × 78,8 cm.
La pintura mestra la entrada al Arsenal de Venecia, donde se encontraban los astilleros y los depósitos de armas y municiones de la ciudad. Además, es conocido un dibujo preparatorio para este cuadro, conservado en la Biblioteca Real, Windsor, Reino Unido.